# Pull Up Some Dust and Sit Down
Pull Up Some Dust and Sit Down je čtrnácté studiové album amerického kytaristy Ry Coodera. Album vyšlo 30. srpna 2011 u Nonesuch Records, jeho producentem byl Ry Cooder.

## Seznam skladeb
| Pořadí         | Název                         | Autor           | Délka |
| -------------- | ----------------------------- | --------------- | ----- |
| 1.             | No Banker Left Behind         | Cooder          | 3:36  |
| 2.             | El Corrido de Jesse James     | Cooder          | 4:17  |
| 3.             | Quick Sand                    | Cooder          | 3:17  |
| 4.             | Dirty Chateau                 | Cooder          | 5:29  |
| 5.             | Humpty Dumpty World           | Cooder          | 4:18  |
| 6.             | Christmas Time This Year      | Cooder          | 2:49  |
| 7.             | Baby Joined the Army          | Cooder          | 6:35  |
| 8.             | Lord Tell Me Why              | Cooder, Keltner | 3:01  |
| 9.             | I Want My Crown               | Cooder          | 2:37  |
| 10.            | John Lee Hooker for President | Cooder          | 6:08  |
| 11.            | Dreamer                       | Cooder          | 5:05  |
| 12.            | Simple Tools                  | Cooder          | 5:07  |
| 13.            | If There's a God              | Cooder          | 3:06  |
| 14.            | No Hard Feelings              | Cooder          | 5:52  |
| Celková délka: | Celková délka:                | Celková délka:  | 61:17 |

## Sestava
- Ry Cooder – banjo, baskytara, kytara, klávesy, mandola, mandolína, marimba, zpěv
- Rene Camacho – baskytara
- Edgar Castro – bicí, perkuse
- Juliette Commagere – doprovodný zpěv
- Joachim Cooder – baskytara, bicí
- Raúl Cuellar – housle
- Terry Evans – doprovodný zpěv
- Robert Francis – baskytara
- Arturo Gallardo – saxofon, klarinet
- Carlos Gonzalez – trubka
- Willie Green – doprovodný zpěv
- Jesus Guzman – housle
- Ismael Hernandez – housle
- Flaco Jiménez – akordeon
- Jimmy Cuellar – housle
- Jim Keltner – bicí
- Arnold McCuller – doprovodný zpěv
- Pablo Molina – horn, suzafon
- Erasto Robles – pozoun